# Beinasco
Beinasco est une commune de la ville métropolitaine de Turin dans le Piémont en Italie.

## Administration
| Période                                  | Période  | Identité           | Étiquette       | Qualité |
| ---------------------------------------- | -------- | ------------------ | --------------- | ------- |
| 14 juin 2004                             | En cours | Gilberto Giuffrida | Centro-Sinistra |         |
| Les données manquantes sont à compléter. |          |                    |                 |         |

### Hameaux
Borgaretto, Fornaci, Borgo Melano

### Communes limitrophes
Turin, Orbassano, Nichelino

### Jumelages
- Piatra Neamț, Roumanie, depuis 2001

### Évolution démographique
Habitants recensés